# 胡绳

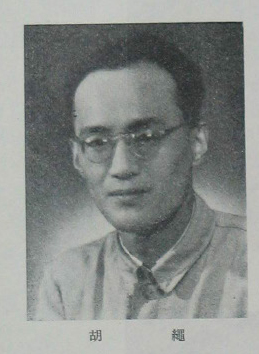
胡繩近照

胡绳（1918年1月11日—2000年11月5日），原名项志逖，笔名蒲韧、卜人、李念青、沈友谷等，男，祖籍浙江钱塘，生于江蘇吳縣，中国社会主义理论家、近代史专家，中国社会科学院院长。

## 生平
胡绳于1918年1月出生在一个书香门第，自幼随父亲读书识字。1925年，7岁的他入小学时直接进入五年级。9岁时进入苏州中学初中部，10岁开始写诗，12岁时向叶圣陶主编的《中学生》投稿。两年间，他创作了30首自由体诗，被誉为“神童”。1931年九一八事变时，他正在读高中，积极参与学校的“反日救国会”演讲团，多次上街宣讲抗日。1932年“一·二八”第一次淞沪会战爆发后，14岁的他开始接触包括宣传马克思主义在内的社会科学书籍和中共内部报刊，并担任所在高中学生会主席。15岁时，与人合作主编《百合》月刊，在创刊号上发表的长文以笔名“胡绳”署之，从此沿用终生。
1934年，16岁的胡绳进入北京大学哲学系学习。在北大期间，他不断向进步刊物投稿，特别是在陈望道主编的《太白》杂志上发表了《大学哲学》一文，批评北大，引起了北大中共党组织的注意，并有意发展他入党。同时，他对北大的氛围和安排不满意，认为自己可以通过写作谋生。次年，他退学前往上海，参加了左翼文化运动。
1935年秋，经叶籁士介绍，胡绳参加了中共“文总”领导的“语联”工作，并短期担任上海世界语者协会机关刊物《世界》的编辑，撰写了若干关于世界语和语文问题的文章。在此期间，他结识了胡乔木，对他影响深远。不久后，胡乔木离开上海前往延安。
1935年12月，全国性的新文字团体“中国新文字研究会”在上海成立，胡绳主编《中国语言》，负责起草《我们对于推行新文字的意见》（简称《意见》），并征求各界人士签名，推动拼音文字替换方块文字。签名者包括蔡元培、孙科、柳亚子、鲁迅、郭沫若、茅盾、陈望道、陶行知、叶圣陶、沈钧儒、邹韬奋等近700人。该签名书后在《中国语言》上发表。在上海的两年间，他为多家报刊撰稿，发表了60多篇文章，并参与了《新学识》的编辑工作。他的生活完全依靠写文章的稿酬维持，没有从事其他工作。
1937年“八·一三”第二次淞沪会战后，胡绳离开上海前往武汉从事文化和统战工作，直至1938年10月武汉沦陷。在武汉期间，他主编《救中国》周刊，初期大多由他自己撰稿；并受邀参与柳湜创办的《全民周刊》编辑工作，发表了数十篇文章。1938年1月，胡绳加入了中国共产党。由于他过去的文化工作成绩，党组织决定他不需要候补期，直接成为正式党员，任第五战区文化工作委员会委员等职。随后，他随国民政府迁往重庆，任《新华日报》编委等职。抗战胜利后，胡绳回到上海，先后出任上海和香港生活书店总编辑，并将1944-1945年间写作发表的关于中国历史的文章编辑成书，取名为《二千年间》。1948年，30岁的胡绳发表了其重要著作《帝国主义与中国政治》。
中华人民共和国成立后，胡绳出任中共中央宣传部教材编写组组长、中华人民共和国新闻出版总署党组书记、人民出版社社长等职，后升任中宣部秘书长、《学习》主编、马列主义学院副院长、中共中央政治研究室主任、《红旗》杂志副主编等职。1955年6月，中国科学院哲学社会科学部正式成立。经国务院批准，哲学社会科学部设有61名学部委员和15名常务委员。时年37岁的胡绳成为最年轻的学部委员和常务委员之一。
在20世纪50年代初至60年代中期的十多年间，胡绳参与了许多中央重要政治文件和理论文献的起草和修改，并参加了毛泽东和党中央召集的一些重要学术理论问题的讨论。其中包括1954年《中华人民共和国宪法草案》的报告，1956年中共八大的政治报告和决议，1958年中共八大二次会议的政治报告，1959年底至1960年春毛泽东和周恩来的读书活动，1960年和1961年中苏两党关于国际共产主义运动的争论，1961年主持编写马克思主义哲学教科书，1962年七千人大会的政治报告等。
自20世纪50年代初参与中央领导层的重要活动和文字工作以来，胡绳长期高强度工作，身体透支严重。1962年下半年，他几乎每天低烧，体重明显下降，经常感冒。多次检查后，排除了糖尿病、肺结核和癌症，最终被诊断为“疲劳综合征”。从1963年起，他不得不休息，直到1965年才恢复工作。
1965年，胡绳恢复工作不久，参与了批判吴晗《海瑞罢官》的问题。同年11月，《评新编历史剧〈海瑞罢官〉》发表，点燃了“文化大革命”的导火索。11天后，毛泽东召集胡绳等人到杭州，讨论出版马克思、恩格斯、列宁著作的事宜，未提及《海瑞罢官》。12月，毛泽东在杭州与他们谈话，涉及中国古代战争、中美关系、思想界现状及《海瑞罢官》。
1966年2月，胡绳参与了文化革命五人小组会议，讨论学术批判的方针和队伍，并起草了《二月提纲》。提纲强调坚持实事求是、以理服人、允许改正错误等原则。胡绳参与了提纲的起草，并在刘少奇主持的政治局常委扩大会上汇报。2月8日，胡绳随彭真、陆定一等人抵达武汉，向毛泽东汇报《二月提纲》的主要内容。毛泽东听取汇报时未表示反对。2月12日，邓小平批发《二月提纲》，要求各地执行。2月18日，胡绳和许立群在中宣部传达了《二月提纲》。然而，3月底，毛泽东严厉批评《二月提纲》，认为其混淆阶级界限。4月中旬，康生在中央书记处会议上传达毛泽东的批评，决定撤销《二月提纲》，并成立新的文化革命小组。胡绳开始反思自己的错误，并在5月的中央政治局扩大会议上作检讨，被解除《红旗》杂志的工作。
1973年6月，胡绳结束了在五七干校的“劳动改造”，回到北京等待安排，不久恢复工作。这一年，邓小平重新被起用，实际主持国务院工作。1973年8月，胡绳参加中共十大会议学习班，并开始参与起草周恩来在四届全国人大将要作的政府工作报告。由于中央政治局的批评，报告起草暂停。1974年，邓小平主持继续起草，胡绳全程参与。报告最终在1974年12月完成。1975年1月，邓小平提议成立国务院政治研究室，胡绳参与筹备并担任负责人之一，主要负责联系科学院哲学社会科学部的业务和参与《毛泽东选集》第五卷的编辑工作。
文革结束后任毛泽东著作编辑委员会办公室副主任兼中共中央文献研究室副主任。1982年，胡绳出任中共中央党史研究室主任，负责研究中共党史，并参与起草《关于建国以来党的若干历史问题的决议》和新《中华人民共和国宪法》。
1985年，胡绳接任中国社会科学院院长。1988年起当选为全国政协副主席。1997年，胡捐献其文集的全部稿酬，设立“胡绳青年学术奖基金”。1998年胡绳卸去社科院院长一职。2000年在上海去世。

## 著作
主要著作
- 《帝国主义与中国政治》三联书店 1949-07
- 《理性与自由》华夏书店 1949-12
- 《枣下论丛》人民出版社 1962-08
- 《从鸦片战争到五四运动》红旗出版社 1982-11
- 《中国共产党的七十年》主编、中共党史出版社 1991-08
- 《什么是社会主义，如何建设社会主义？》人民出版社 1994-07
- 《中国共产党历史》上卷
- 《二千年间》中华书局 2005-09
- 《胡绳论“从五四运动到人民共和国成立”》社会科学文献出版社 2001-05

文集
- 《胡绳诗存》三联书店 1992-10
- 《胡绳文集1935-1948》 重庆出版社 1990-10
- 《胡绳文集1979-1994》 中国社会科学出版社 1994-12
- 《胡绳全书》六卷9册，人民出版社 / 1998-04 ，收入书中的文章都是作者在1949年以前写的。
- 《胡绳全书（第七卷）》人民出版社 / 2003-08
- 《胡绳集》 中国社会科学出版 2003-10

## 评价
官方评价：“中国共产党的优秀党员，久经考验的忠诚的共产主义战士，无产阶级革命家，著名的马克思主义理论家、历史学家”。